# جيون (الفيزياء)
في النظرية النسبية العامة، جيون هو الكهرومغناطيسية أو موجة الجاذبية التي عقدت معا في مكان ضيق بسبب الجاذبية الناتجة عن مجال الطاقة. كان أول تحقيق نظريا في عام 1955 من قبل جون أرتشيبالد ويلر الذي صاغ مصطلح  «الكيان الجاذبي الكهرومغناطيسي».